# Кронберг, Валентина Викторовна
Валентина Викторовна Кронберг (латыш. Valentīna Kronberga; род. 1939 год) — бригадир участка фирмы резиновых изделий «Сарканайс квадратс» Министерства нефтеперерабатывающей и нефтехимической промышленности СССР (Рига). Герой Социалистического Труда (1971). Член КПСС с 1966 г.

## Биография
Родилась в 1939 году в Латвии.
Окончила среднюю школу. В 1957—1965 годах швея. С 1965 года бригадир участка Латвийского фирмы резиновых изделий (производственного объединения) «Сарканайс квадратс» в Риге.
Одной из первых включилась в соревнование за коммунистическое отношение к труду, и её почину последовали сотни работниц. В её бригаде все работницы получили звание ударника коммунистического труда.
Благодаря новой технологии пошива резиновой обуви производительность труда за восьмую пятилетку (1966—1970) увеличилась в 2,3 раза. Бригадой сэкономлено сырья на сумму 179 тысяч рублей. Их цех, начиная с 1971 года, увеличил выпуск резиновой обуви на 4 тысячи пар в день.
Указом Президиума Верховного Совета СССР от 20 апреля 1971 года за выдающиеся успехи в выполнении производственных заданий пятилетнего плана, внедрение передовых методов труда и достижение высоких технико-экономических показателей в нефтеперерабатывающей и нефтехимической промышленности Кронберг Валентине Викторовне присвоено звание Героя Социалистического Труда.
По итогам работы в 9-й пятилетке награждена орденом Октябрьской Революции (10.03.1976).
Депутат Верховного Совета Латвийской ССР 8-го и 9-го созывов (1971—1980), член Президиума Верховного Совета Латвийской ССР. Член ЦК Компартии Латвии. Делегат XXIV съезда КПСС.
Жила в Риге.